# Meridiano 70 W
O meridiano 70 W é um meridiano que, partindo do Polo Norte, atravessa o Oceano Ártico, América do Norte, Oceano Atlântico, Mar das Caraíbas, América do Sul, Oceano Pacífico, Oceano Antártico, Antártida e chega ao Polo Sul. Forma um círculo máximo com o Meridiano 110 E.
Começando no Polo Norte, o meridiano 70º Oeste tem os seguintes cruzamentos:
| País, território ou mar | Notas |
| ----------------------- | --- |
| Oceano Ártico           | |
| Canadá                  | Ilha Ellesmere, Nunavut |
| Estreito de Nares       | |
| Gronelândia             | Passa na ilha principal e também na Ilha Saunders e Ilha Wolstenholme |
| Baía de Baffin          | |
| Canadá                  | Ilha de Baffin e Ilha High Bluff, Nunavut |
| Estreito de Hudson      | |
| Canadá                  | Ilha Diana, Nunavut Quebec |
| Estados Unidos          | Maine |
| Oceano Atlântico        | Golfo do Maine |
| Estados Unidos          | Cape Cod e Ilha Monomoy, Massachusetts |
| Oceano Atlântico        | Golfo do Maine |
| Estados Unidos          | Nantucket, Massachusetts |
| Oceano Atlântico        | |
| República Dominicana    | Ilha Hispaníola - passa a oeste de Santo Domingo |
| Mar das Caraíbas        | |
| Aruba                   | |
| Mar das Caraíbas        | |
| Venezuela               | |
| Colômbia                | |
| Brasil                  | |
| Colômbia                | |
| Peru                    | Cerca de 16 km |
| Brasil                  | |
| Peru                    | |
| Chile                   | |
| Argentina               | Cerca de 8 km |
| Chile                   | |
| Argentina               | |
| Chile                   | Cerca de 8 km |
| Argentina               | |
| Chile                   | |
| Argentina               | |
| Chile                   | |
| Oceano Pacífico         | |
| Chile                   | Ilha Grande da Terra do Fogo, Ilha Thompson, Ilha Waterman e Ilha Hoste                                                                                                  |
| Oceano Pacífico         | |
| Oceano Antártico        | |
| Antártida               | Ilha Alexandre I e continente - reivindicada pela Argentina (Antártida Argentina), Chile (Província da Antártida Chilena) e Reino Unido (Território Antártico Britânico) |